# Code 49

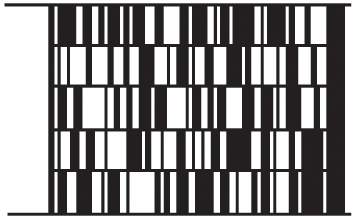
Typisches Beispiel eines vierreihigen Codes mit einer Parity-Reihe

Der Code 49 ist ein 2D-Barcode mit drei Fehlerkorrekturverfahren und erfüllt daher erhöhte Sicherheitsanforderungen gegenüber anderen Kennzeichnungsverfahren. Code 49 ist der erste mehrreihige Code und wurde 1987 für logistische Anwendungen in der Raumfahrt von David Allais bei Intermec (USA) entwickelt.

## Struktur
Die Reihenzahl variiert zwischen zwei und vier. Jede Reihe besteht aus insgesamt 70 Modulen, einem Startzeichen (2 Module), vier Datenwörtern (2 × 16 Module) und einem Stoppzeichen (4 Module). Maximal können 49 alphanumerische Zeichen bzw. 81 Ziffern codiert werden.
Um hohe Fehlersicherheit zu gewährleisten, bietet Code 49 drei Formen der Fehlererkennung
- Für jedes Zeichen wird die Parität überprüft.
- Jede Zeile enthält als letztes Zeichen ein Prüfzeichen.
- Am Ende des Codes werden zwei oder drei Prüfzeichen angehängt.

Code 49 hat sechs Steuercodes mit Sonderfunktionen. Mit einem erweiterten Decoder kann der Code von allen herkömmlichen Lesegeräten identifiziert werden. Vor der Decodierung muss der gesamte Block des Codes erfasst worden sein.
Eine genaue Codespezifikation ist bei der Association for Automated Identification and Mobility verfügbar.